# Robert Michael Ballantyne
Robert Michael Ballantyne (24 de abril de 1825, Edimburgo Reino Unido- 8 de febrero de 1894, Roma, Italia) fue un autor británico de literatura infantil y juvenil. Autor de más de cien libros. También fue un artista consumado: expuso algunas de sus acuarelas en la Real Academia Escocesa.

## Biografía
Hijo de Alexander Ballantyne y Anne Randall Scott Grant, nació dentro de una famosa familia de impresores y editores, R.M. Ballantyne se trasladó a los 16 años a Canadá y trabajó seis años al servicio de la Compañía de la Bahía de Hudson. Comerciaba pieles con las Primeras Naciones y los nativos americanos locales, lo que le obligaba a viajar en canoa y trineo a las zonas que hoy ocupan las provincias de Manitoba, Ontario y Quebec. Estas experiencias formaron la base de su novela Los jóvenes comerciantes de pieles (1856).  La añoranza de su familia y su hogar durante ese período lo impulsó a empezar a escribir cartas a su madre. Ballantyne recordó en su autobiografía Personal Reminiscences in Book Making (1893): «Atribuyo a esta escritura de largas cartas la pequeña facilidad que pude haber adquirido para componer». 
Volvió a Escocia en 1847, y publicó su primer libro al año siguiente, titulado La Bahía de Hudson o Vida en las zonas salvajes de Norteamérica. Durante un tiempo trabajó para la familia Constable, editores, pero en 1856 se dedicó íntegramente a la literatura, comenzando una larga serie de libros de aventuras para jóvenes.

## Trayectoria
En 1847, Ballantyne regresó a Escocia y descubrió que su padre había fallecido. Al año siguiente publicó su primer libro, " La Bahía de Hudson: o la vida en las tierras salvajes de Norteamérica" , y durante un tiempo trabajó para la editorial Messrs. Constable . En 1856, abandonó el mundo empresarial para centrarse en su carrera literaria y comenzó la serie de relatos de aventuras para jóvenes con la que popularmente se asocia su nombre.
Escribió más de cien novelas, ambientadas en lugares conocidos por el autor siempre que era posible, entre las que destaca La Isla de Coral (1857), precursora de El señor de las moscas de William Golding, publicada en 1954.
Los cazadores de gorilas. Un cuento de las tierras salvajes de África (1861) comparte tres personajes con La isla de coral: Jack Martin, Ralph Rover y Peterkin Gay. Aquí Ballantyne se basó factualmente en la Exploración en Guinea Ecuatorial de Paul du Chaillu, que había aparecido a principios del mismo año.
La Isla Coral es la novela más popular de Ballantyne, aún leída y recordada hoy en día.  Sin embargo, debido a un error que cometió en ese libro, al indicar un grosor incorrecto de las cáscaras de coco, posteriormente intentó adquirir conocimiento de primera mano sobre el tema. Por ejemplo, vivió un tiempo con los fareros de Bell Rock antes de escribir El Faro, y mientras investigaba para Deep Down, pasó tiempo con los mineros de estaño de Cornualles.
Entre 1857 y 1858, Ballantyne escribió varios cuentos infantiles bajo el seudónimo de «Comus», entre ellos Tres gatitos (1857), Mi madre (1857), El baile de la mariposa y el festín del saltamontes (1857), El señor zorro (1857) y El gatito ladrón (1858).  Fueron impresos por Thomas Nelson and Sons en ediciones ilustradas con versiones en verso (en el caso de El baile de la mariposa de William Roscoe y Mi madre de Ann Taylor) y arreglos musicales para piano y para un dueto con un niño.
El 31 de julio de 1866 se casó con Jane Dickson Grant. El matrimonio tuvo seis hijos.
Sus historias se caracterizan por poseer un tono sano y una considerable fuerza gráfica, pues el propio Ballantyne dibujaba las acuarelas que ilustraban sus relatos. Alguna de sus obras artísticas fueron expuestas en la Royal Scottish Academy de Edimburgo.

## Vida Posterior y muerte
Ballantyne vivió los últimos años de su vida, siempre dedicado a la literatura, en el barrio de Harrow (Londres). Agobiado por el exceso de trabajo, se retiró a Roma, donde escribió sus memorias, Personal Reminiscences of Book-making (Recuerdos personales haciendo libros, 1893). Por motivos de salud, posiblemente aquejado de la enfermedad de Ménière no diagnosticada. Murió en Roma el 8 de febrero de 1894 y fue enterrado en el cementerio protestante de la ciudad.

## Obras
Algunas de sus obras están traducidas al castellano. Entre ellas pueden destacarse:
- Los mercaderes de pieles (The Young Fur-Traders), 1856.
- La Isla de Coral (The Coral Island), 1857.
- The World of Ice, 1859.
- Cazadores de piel en el Canadá (Ungava) (Ungava: a Tale of Eskimo Land), 1857.
- El perro Robinsón y su amo (The Dog Crusoe and his master), 1860.
- Los cazadores de gorilas (The Gorilla Hunters), 1861
- The Lighthouse, 1865.
- Deep Down, 1868.
- The Pirate City, 1874.
- Erling the Bold, 1869.
- The Settler and the Savage, 1877.
- The Rover of the Andes: A Tale of Adventure in South America.
- The red Elric.
- Man on the Ocean: A Book about Boats and Ships.
- Silver Lake.
- Hunting the lions.
- Martin Rattler.
- Twice Bought.
- Philosopher Jack.
- The Golden dream.
- Up In the Clouds: Balloon Voyages.
- The madman and the pirate.
- Black Ivory: A Tale of Adventure Among the Slavers of East Africa.
- Shifting Winds: A Tough Yarn.
- The Giant of the North: or Pokings Round the Pole.
- Battles with the Sea: Heroes of the Lifeboat and Rocket.
- Life in the Red Brigade: London Fire Brigade.
- The Middy and the Moors: An Algerine Story.